# Neft Daşları
 (février 2025).
Le contenu est difficilement compréhensible vu les erreurs de traduction, qui sont peut-être dues à l'utilisation d'un logiciel de traduction automatique.
Neft Daşları (en russe : Нефтяные Камни, Neftianyé Kamni) aussi appelé en anglais Oil Rocks, est une localité d'Azerbaïdjan constituée de plates-formes artificielles situées en mer Caspienne, au large de la péninsule d'Abşeron, de Bakou, la capitale.
Le complexe est exploité par la State Oil Company of Azerbaijan Republic.

## Nom
La région s'appelait initialement Chornye Kamni signifiant « Roc noir ». Elle a pris le nom de Neftianyé Kamni, littéralement « Pétrole roc », c'est-à-dire huile de roche pour refléter la substance elle-même plutôt que sa couleur,.

## Histoire

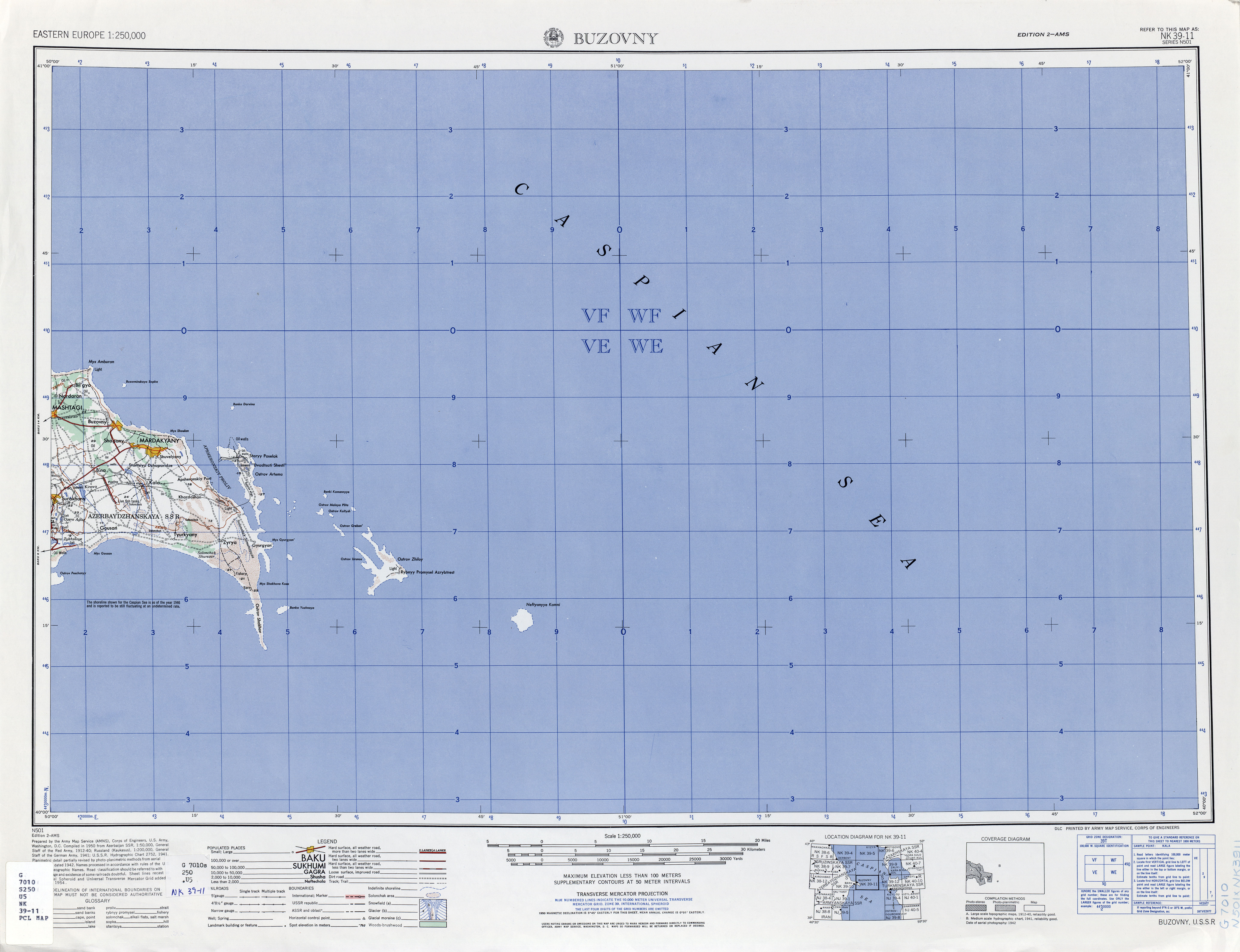
Carte militaire américaine de 1954 d'une partie de la mer Caspienne avec la péninsule d'Abşeron à l'ouest et dans son prolongement l'Ostrov Zhiloy et Neft Daşları sous le toponyme russe de Neftyanyye Kamni.

### Création
Le gisement de pétrole est découvert le 7 novembre 1949 et la construction des plates-formes pétrolières commence rapidement. L'extraction de pétrole débute en 1951 et se développe rapidement au point que le système de connexion des différentes plates-formes par des passerelles métalliques se généralise à partir de 1952.
La plateforme est enregistrée dans le livre Guinness des records comme étant la première plateforme pétrolière au monde.

### Apogée
À partir de 1958, des infrastructures plus imposantes comme des hôtels, des commerces et des lieux culturels sont construits. Les passerelles sont fixées au fond de la mer à l'aide d'engins marteaux pneumatiques. Dans d'autres ports russes de la mer Caspienne, des grues capables de manipuler des barges de cent tonnes sont installées.
Entre 1976 et 1978, le développement de la zone prend une dimension exponentielle, les infrastructures continuent de se développer et les passerelles totalisent plus de 200 kilomètres de longueur. Deux unités de compression du gaz sont installées. Un double pipeline souterrain de 350 mm de diamètre[à vérifier] est installé pour relier le terminal de Dübəndi.
Plusieurs dortoirs sont installés si bien qu'environ 2 000 personnes habitent en permanence dans cette ville flottante et 5 000 y travaillent. Des commerces, une unité de production d'eau potable et une infrastructure routière complète, permettant de circuler sur la totalité des plateformes.
Depuis 1951, 170 millions de tonnes de pétrole et 15 milliards de mètres cubes de gaz ont été extraits. Les géologues estiment qu'il reste une réserve de 30 millions de tonnes exploitable

### Déclin
La majorité des ponts routiers reliant les plateformes s'est écroulé dans la mer, au fil de l'usure et des tempêtes. Aucun plan de remise en service n'est prévu.

## Dans la culture populaire
- En 2008 parait un film documentaire dirigé par Marc Wolfensberger nommé La Cité du Pétrole / Oil Rocks – City above the Sea[8] Vimeo
- James Bond traverse Neft Daşları dans le film Le monde ne suffit pas en 1999[9],[10].

## Référence
- (en) Cet article est partiellement ou en totalité issu de l’article de Wikipédia en anglais intitulé « Neft Daşları » (voir la liste des auteurs).

1. ↑  Mehti Abbasov, « НЕФТЯНЫЕ КАМНИ — 60 », Bakinskiy Rabochiy Newspaper (consulté le 26 décembre 2010)
2. ↑  Seyyad Ibrahimov, « THE EARLY DAYS », Azerbaijan International Magazine (consulté le 26 décembre 2010)
3. ↑  (en) « Oldest offshore oil platform », sur Livre Guinness des records, Guinness World Records (version du 27 décembre 2024 sur Internet Archive)
4. 1 2  « Baku and Oil. The Soviet period », window2baku.com (consulté le 25 décembre 2010)
5. 1 2 3 4  Vladimir Igorev, « A MAN-MADE ISLAND OF OIL TREASURES », www.oilru.com (consulté le 25 décembre 2010)
6. ↑  (en) Laura Paddison, « There’s a mind-bending Soviet-era oil rig city ‘floating’ on the planet’s largest lake », sur CNN, 6 novembre 2024.
7. 1 2  Arno Frank, « The Rise and Fall of Stalin's Atlantis », Der Spiegel,‎ 14 novembre 2012 (lire en ligne, consulté le 11 février 2018)
8. ↑  « Oil Rocks: City Above the Sea », IMDb
9. ↑  James Turnbull, « Oil Rocks », 27 août 2008 (consulté le 26 décembre 2010)
10. ↑  Jean Patterson, « Agent 007 Movie Scenes Shot in Baku », Azerbaijan International Magazine (consulté le 26 décembre 2010)